# Арахна
Арахна в древногръцката митология е дъщеря на цар Идмон от Лидия (държава в Мала Азия, превзета от персите през 6 в пр.н.е). Легендата за нея е разказана в „Метаморфози“ на Овидий.

## Митът

### Версията на Овидий
Носила се славата на Арахна като изкусна тъкачка. Тя се гордеела, че няма равна в изкуството на тъкането. Веднъж възкликнала, че дори и Атина не може да я победи, ако се състезават. Атина се явила пред нея като сбръчкана старица и се опитала да я разубеди, предупреждавайки я да не се сравнява с боговете, да поиска прошка и богинята ще я пощади. Но високомерната Арахна била непреклонна и дори предизвикала богинята на състезание. Това ядосало Атина и тя се появила пред Арахна в цялата си прелест.
Надпреварата започнала, като всяка от жените вмъкнала в своя гоблен сцена: Атина изобразила спора с Посейдон за властта над Атина. Арахна изобразила сцени от живота на боговете – любовните похождения на Зевс (с Леда, Даная, Европа), Дионис и Посейдон. Има и вариант, според който след като изобразила оргия на Олимп, Арахна казала „Ето пример от живота на боговете“, а Атина изобразила падащия с разтопени криле Икар и казала „А, ето пример на човешко високомерие“.
Работата на Арахна била съвършена, но била израз на неуважение към боговете. Богинята, заслепена от ярост, заради изкусната работа на момичето, разкъсала нейната творба и в гнева си я ударила три пъти по главата. Падайки на земята, от тялото ѝ започнали да поникват допълнителни крака. Крещейки от болка, Арахна била посипана със сока от билката на Хеката, и се превърнала в първия паяк.

## Митологични елементи в съвременността

### В лингвистиката и изкуството
В голяма част от романските езици думата за „паяк“ произлиза от „арахна“ (на испански: araña; на италиански: ragno; на френски: araignée; на португалски: aranha).
Историята за Арахна била вдъхновение за една от най-известните картини на Диего Веласкес „Тъкачките“ от 1657 г., в която художникът представя двата важни момента от мита. Отпред, състезанието на Арахна и богинята (младата и старата тъкачка), а отзад, отвличането на Европа. Пред нея се появява Минерва (Атина) в момента, в който тя наказва Арахна. То превръща мита в размисъл за творението и имитацията, бог и човек, майстор и ученик (и следователно за природата на изкуството).
Друг мотив от митологията е използван и при написването на романа от 19 век „Черният паяк“ от Джеремиас Готелф, който е силно повлиян от творбата на Овидий. В новелата жената се превръща в отровен паяк, който отхвърля сделка с дявола.
Руският учен и писател Николай Кун пише книга (сборник), която представлява сбор от старогръцки митове, легенди и предания, подредени по хронологичен ред. В книгата се разказва за известни богове и герои от древността.

### Съвременно изкуство
Митологичният образ на Арахна има значително влияние върху съвременната популярна култура. Тя често се появява в съвременните фантастични книги, филми и телевизионни сериали под формата на чудовищен паяк.

#### Филми и сериали
Мотиви от мита са използвани в много съвременни филми и сериали. В „Херкулес:Легендарните приключения“ Арахна е изобразена като получовек, полупаяк. Тя е чудовище, което гнезди върху хората, като така произвежда убийци паяци.
В „Класа на титаните“ Арахна се превръща в гигантски паяк и сключва сделка с Кронос, за да стане отново човек. Кронос обаче не удържи своя край от сделката и я предава, след като я кара да хване героите за него. Арахна бива арестувана от Атланта, Атина превръща Арахна обратно в човешко същество, позволявайки ѝ да живее в гимназията на Олимп и да тъче за боговете.
В 13 епизод от 6 сезон на фентъзи сериала „Свръхестествено“ също се среща образът на Арахна. Там е изобразена като хуманоидно чудовище с атрибути и способности, подобни на паяк, включително способността да тъче силни мрежи и отровна захапка, която може да превърне други хора в нейни подобия.

#### Книги
Арахна е основният герой в романа от 2011 г. „Богинята-паяк“ от Тара Мос. Среща се също и в поредицата на Рик Риърдън „Пърси Джаксън и боговете на Олимп“. Всички деца на Атина, включително Анабет Чейс, са арахнофобични поради спора на Арахна с Атина. Арахна се появява към края на романа „Знакът на Атина“ от поредицата „Героите на Олимп“ като голям паяк, който същевременно има човешки черти. Тя е победена от Анабет поради нейната гордост и накрая и двете са изпратени в Тартар, където Пърси Джаксън убива Арахна. Част от книгите на Рик Риърдън са екранизирани.
В романа „Последният еднорог“ , написан от Питър С. Бийгъл, обикновен кафяв паяк е омагьосан да вярва, че е Арахна, докато вещицата, която го е омагьосала не бъде убита. Книгата описва Арахна като „най-великият тъкач в света – нейната съдба е доказателство за това. Тя имала лошия късмет да победи богинята Атина в конкурс за тъкане, а Атина била болезнено губеща.“

#### Други
Историята на Арахна е адаптирана и за много пиеси. Тя е вдъхновение за герой, включен в музикалния Бродуей „Spider-Man: Turn Off the Dark“. Арахне: Паяк момиче! е пиеса за деца, основана на мита от Урсула Дубосарски, публикувана за пръв път в сп. „НСС“.
В популярната игра от MOBA, Smite, Арахне е включена като играещо божество в гръцкия пантеон.
В Епизод 245 на Comedy Bang! Bang!: The Podcast, комикът Нийл Кембъл споменава съперничеството на Арахна и Атина по време на свободна рап битка.